# Prêmio Einstein de Ciência do Laser
O Prêmio Einstein de Ciência do Laser (em inglês:  Einstein Prize for Laser Science) foi um prêmio concedido desde 1988 pela Society for Optics and Quantum Electronics. Foi denominado em memória de Albert Einstein, descobridor da emissão estimulada.

## Recipientes
- 1988 Serge Haroche[2], Herbert Walther
- 1989 H. Jeff Kimble
- 1990 Daniel Frank Walls
- 1991 Stephen Ernest Harris[3], Lorenzo Narducci
- 1992 John Lewis Hall, Willis Eugene Lamb
- 1993 Raymond Chiao, Norman Foster Ramsey[4]
- 1995 Theodor Hänsch, Carl Wieman
- 1996 David Wineland, Peter Knight[5]
- 1999 Paul Corkum[6]